# Hudo (gmina Tržič)
Hudo – wieś w Słowenii, w gminie Tržič. W 2018 roku liczyła 51 mieszkańców.